# Hedychium coccineum
Hédychie écarlate
Espèce

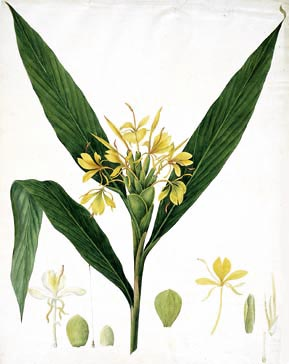
Hedychium coccineum par William Roscoe en 1828.

Hedychium coccineum, l’Hédychie écarlate, est une espèce de plantes à fleurs de la famille des Zingiberaceae. Son aire de répartition naturelle s'étend du sous-continent indien à la Chine (Sud du Yunnan, Guangxi). C'est une géophyte vivace ou rhizomateuse qui pousse principalement dans le biome subtropical. Elle est utilisée comme médicament, pour ses usages environnementaux et pour l'alimentation.

## Description
Hedychium coccineum est une plante herbacée vivace érigée. La couleur de ses fleurs varie du rouge à l'orange, voire presque jaune.

## Répartition et habitat
Hedychium coccineum est originaire du Sud de la Chine (Guangxi, Tibet, Yunnan), de l'Himalaya, de l'Inde et de l'Indochine,,,,. Cette espèce pousse en lisière de forêt et dans les prairies de montagne. Elle préfère un ensoleillement partiel, mais peut tolérer le plein soleil. 

## Dénominations
Ce taxon porte en français le nom vernaculaire ou normalisé suivant : Hédychie écarlate, Longose à fleurs rouges, Longose écarlate.
En anglais, cette plante porte les noms communs de : Orange gingerlily (« gingembre orange »), Scarlet gingerlily (« gingembre écarlate ») et Orange bottlebrush ginger (« gingembre goupillon orange »).

## Systématique
Le nom correct complet (avec auteur) de ce taxon est Hedychium coccineum Buch.-Ham. ex Sm..
Hedychium coccineum a pour synonymes :
- Gandasulium angustifolium Kuntze
- Gandasulium coccineum (Buch.-Ham. ex Sm.) Kuntze
- Hedychium angustifolium Roxb.
- Hedychium angustifolium Roxb. ex Ker-Gawl.
- Hedychium aurantiacum Roscoe
- Hedychium aurantiacum Wall.
- Hedychium carneum G.Lodd.
- Hedychium carneum Roscoe
- Hedychium coccineum var. angustifolium Baker
- Hedychium coccineum var. carneum (G.Lodd.) Baker
- Hedychium coccineum var. longifolium (Roscoe) Baker
- Hedychium coccineum var. roscoei Wall.
- Hedychium coccineum var. roscoei Wall. ex Baker
- Hedychium coccineum var. squarrosum (Buch.-Ham. ex Wall.) Baker
- Hedychium coccineum Buch.-Ham.
- Hedychium longifolium Roscoe
- Hedychium roscoei Wall.
- Hedychium roscoei Wall. ex Roscoe
- Hedychium squarrosum Buch.-Ham.
- Hedychium squarrosum Buch.-Ham. ex Wall.